# Дерминка
Дерминка (рос. Дерминка) — присілок в Дзержинському районі Калузької області Російської Федерації.
Населення становить 16 осіб. Входить до складу муніципального утворення Присілок Сени.

## Історія
Від 2004 року входить до складу муніципального утворення Присілок Сени.

## Населення
| 2002 | 2010 |
| ---- | ---- |
| 19   | ↘16  |